# Nederland (Colorado)
Nederland es un pueblo ubicado en el condado de Boulder en el estado estadounidense de Colorado. En el año 2000 tenía una población de 1377 habitantes y una densidad poblacional de 334,3 personas por km².

## Geografía
Nederland se encuentra ubicada en las coordenadas 39°57′43″N 105°30′38″O / 39.96194, -105.51056.

## Demografía
Según la Oficina del Censo en 2000 los ingresos medios por hogar en la localidad eran de $50.588, y los ingresos medios por familia eran $60.893. Los hombres tenían unos ingresos medios de $40.521 frente a los $36.417 para las mujeres. La renta per cápita para la localidad era de $29.111. Alrededor del 8,3% de la población estaban por debajo del umbral de pobreza.